# Yesterday Origins
Yesterday Origins est un jeu vidéo d'aventure en pointer-et-cliquer développé par Pendulo Studios et édité par Microïds, sorti en 2016 sur Windows, Mac, PlayStation 4, Xbox One, Nintendo Switch et iOS.
Il fait suite à Yesterday.

## Prologue

### L'Evasion de Don Miguel
À la fin du XVe siècle, Don Miguel est fait prisonnier par l'inquisition espagnole, en attente de son exécution.
On lui reproche d'être le fils du diable, car celui-ci peut lire et comprendre toutes les langues. Mais Don Miguel lui-même ne sait pas d'où lui vient ce don.
Du haut de son cachot, une corde lui est envoyée, avec le corps sans vie d'un jeune homme ayant la même corpulence que lui.
Il fait passer ce jeune pour lui en échangeant ses vêtements et en lui défigurant le visage (pour éviter que l'inquisition ne se lance à sa recherche), puis remonte par la corde qu'on lui a lancé.
Sorti de prison, il fait la rencontre de Ginès de Orduna et de son disciple Ursus. Sans avoir le temps de poser trop de questions, ils s'échappent du village.
Le téléphone de John sonne, avec le message automatique qu'il s'envoie tous les matins. Encore cet étrange rêve...

## Accueil
- Adventure Gamers : 3,5/5[1]
- Canard PC : 7/10[2]
- Gamekult : 5/10[3]
- Jeuxvideo.com : 17/20[4]